# Faiditus maculosus
Faiditus maculosus là một loài nhện trong họ Theridiidae.
Loài này thuộc chi Faiditus. Faiditus maculosus được Octavius Pickard-Cambridge miêu tả năm 1898.